# Kimrobinsonita
La kimrobinsonita és un mineral de la classe dels òxids. Va ser anomenada en honor de Kim Robinson, geòloga australiana de Perth que va descobrir la mostra en què va ser descobert aquest mineral.

## Característiques
La kimrobinsonita és un òxid de fórmula química Ta(OH)₃(O,CO₃). Cristal·litza en el sistema isomètric en masses criptocristal·lines individuals. La seva duresa a l'escala de Mohs és 2,5.
Segons la classificació de Nickel-Strunz, la kimrobinsonita pertany a «04.FG - Hidròxids (sense V o U), amb OH, sense H₂O; sense classificar» juntament amb els següents minerals: janggunita i cesarolita.

## Formació i jaciments
Va ser descoberta com a producte de la meteorització de la pegmatita Forrestania Rubellite, la qual contenia tàntal i antimoni i que va ser trobada al camp de pegmatites Mount Holland (Austràlia Occidental, Austràlia). També ha estat descrita a Pavlovskoe, al llac Janka (Krai de Primórie, Rússia).